# حاملة الطائرات اليابانية أكاغي
حاملة الطائرات اليابانية أكاغي هي حاملة طائرات البحرية الإمبراطورية اليابانية (IJN)، سميت على اسم جبل أكاجي، في ولاية جونما الحالية.
تم تحويل أكاجي إلى حاملة طائرات، بينما كانت لا تزال قيد الإنشاء للامتثال لشروط معاهدة واشنطن البحرية، وهي إحدى حاملات الطائرات اليابانية، التي شاركت في عملية بيرل هاربر، وكانت تحتوي على مصعدين إلى داخل بدن الحاملة لتخزين الطائرات، وتحمل ما يقارب 90 طائرة (زيرو، وكيت، وفال).
أغرقتها البحرية الأمريكية في معركة ميدواي عام 1942، مع حاملة الطائرات (سويورا، وشوكاكو، واكاجا)، وكانت ضربة حظ لا تصدق.